# Rustlers
Rustlers ou The Rustlers é um curta-metragem norte-americano de 1919, do gênero faroeste, produzido por John Ford e dirigido por Reginald Barker.

## Elenco
- Pete Morrison como Ben Clayburn
- Helen Gibson como Empregada Nell Wyndham
- Hoot Gibson como O Deputado
- Jack Woods como Xerife Buck Farley